# Gabons herrlandslag i volleyboll
Gabons herrlandslag i volleyboll representerar Gabon i volleyboll på herrsidan. Laget deltog i afrikanska mästerskapet 2009.

### Fotnoter
1. ↑  Todor Krastev. ”Men Volleyball XVII Africa Championship 2009 Tetouan (MOR) 27.09-04.10 Winner Egypt (5th)” (på engelska). http://www.todor66.com/volleyball/Africa/Men_2009.html. Läst 19 april 2024.
2. ↑  Senaste tillfället då någon kontrollerade att de inmatade tabelluppgifterna stämmer. Uppgifter kan ha matats in senare utan att kontrolleras av någon annan